# Liste des lieux de culte du Centre-du-Québec
La Liste des lieux de culte du Centre-du-Québec liste l'ensemble des lieux de culte situés dans la région administrative du Centre-du-Québec au Québec.

## Liste

### Lieux de culte chrétiens

#### Lieux de culte catholiques
| Lieu de culte                                         | Illustration | Municipalité              | Adresse | Coordonnées | Année de construction | Lien dans l'ILCQ | Notes |
| ----------------------------------------------------- | ------------ | ------------------------- | ------- | ----------- | --------------------- | ---------------- | ----- |
| Cathédrale Saint-Jean-Baptiste de Nicolet             |              | Nicolet                   |         |             | 1961-1963             |                  |       |
| Église Saint-Christophe d'Arthabaska                  |              | Victoriaville             |         |             | 1873-1875             |                  |       |
| Église Saint-Cyrille de Saint-Cyrille-de-Wendover     |              | Saint-Cyrille-de-Wendover |         |             | 1903-1905             |                  |       |
| Église Saint-Édouard de Gentilly                      |              | Bécancour                 |         |             | 1842-1849             |                  |       |
| Église Saint-François-Xavier de Saint-François-du-Lac |              | Saint-François-du-Lac     |         |             | 1845-1849             |                  |       |
| Église Saint-Grégoire-le-Grand de Bécancour           |              | Saint-Grégoire            |         |             | 1803-1806             |                  |       |